# Arbouet-Sussaute
Arbouet-Sussaute är en kommun i departementet Pyrénées-Atlantiques i regionen Nouvelle-Aquitaine i sydvästra Frankrike. Kommunen ligger i kantonen Saint-Palais som tillhör arrondissementet Bayonne. År 2022 hade Arbouet-Sussaute 312 invånare.

## Befolkningsutveckling
Antalet invånare i kommunen Arbouet-Sussaute
| Referens: INSEE |